# Тейлърсвил
Тейлърсвил (на английски: Taylorsville) е град в окръг Солт Лейк, щата Юта, САЩ. Тейлърсвил е с население от 57 439 жители (2000) и обща площ от 27,7 km². Намира се на 1309 m надморска височина. ЗИП кодът му е 84118, 84119, 84123, а телефонният му код е 385, 801.